# Coffea rhamnifolia
Coffea rhamnifolia är en måreväxtart som först beskrevs av Emilio Chiovenda, och fick sitt nu gällande namn av Diane Mary Bridson. Coffea rhamnifolia ingår i släktet Coffea och familjen måreväxter. Inga underarter finns listade i Catalogue of Life.